# Mariä Geburt (Hochberg)

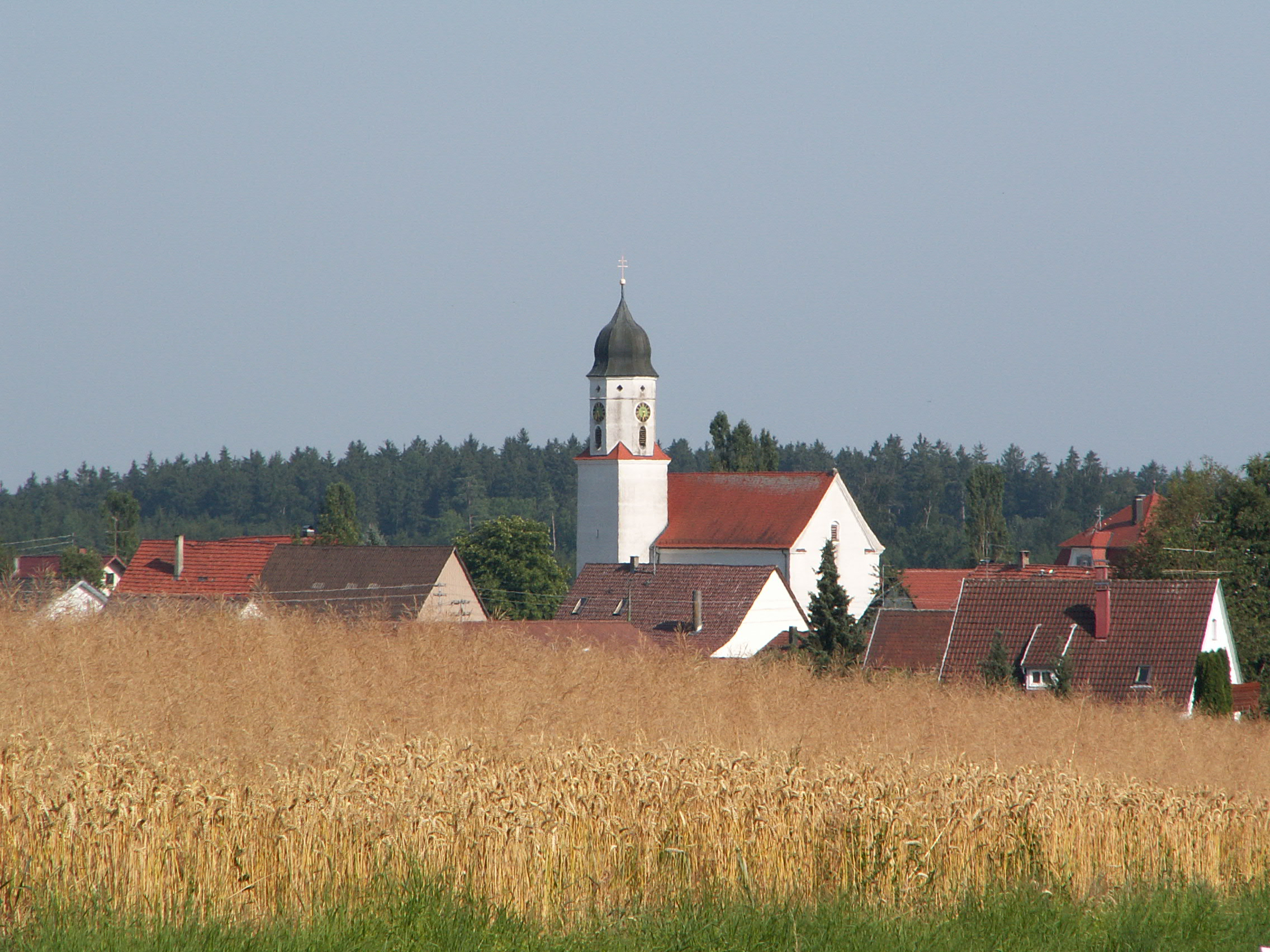
Mariä Geburt in Hochberg

Die römisch-katholische Pfarrkirche Mariä Geburt steht in Hochberg, einem Gemeindeteil der Stadt Bad Saulgau im Landkreis Sigmaringen in Baden-Württemberg. Die Kirchengemeinde gehört zur Diözese Rottenburg-Stuttgart. Das Bauwerk ist beim Landesamt für Denkmalpflege Baden-Württemberg als Baudenkmal eingetragen.

## Beschreibung
Die barocke Saalkirche wurde ab 1719 erbaut. Sie besteht aus einem Langhaus, einem eingezogenen, dreiseitig geschlossenen Chor im Osten und einem Chorflankenturm an der Nordwand des Chors, dessen untere Geschosse im Kern mittelalterlich sind. Er wurde mit einem achteckigen Geschoss aufgestockt, das die Turmuhr und den Glockenstuhl mit fünf Kirchenglocken beherbergt, und mit einer Glockenhaube bedeckt ist. Der Innenraum des Chors ist mit einem Kreuzgratgewölbe überspannt, das auf Pilastern an den Wänden ruht. Die Altäre und die Kanzel wurden um 1760 vom ältesten Sohn des Felizian Hegenauer gebaut. Zur Kirchenausstattung gehört ein Hochaltar, dessen Altarretabel mit der Kreuzigung 1824 Josef Anton Mesmer bemalt hat.